# Kamień runiczny z Tjängvide

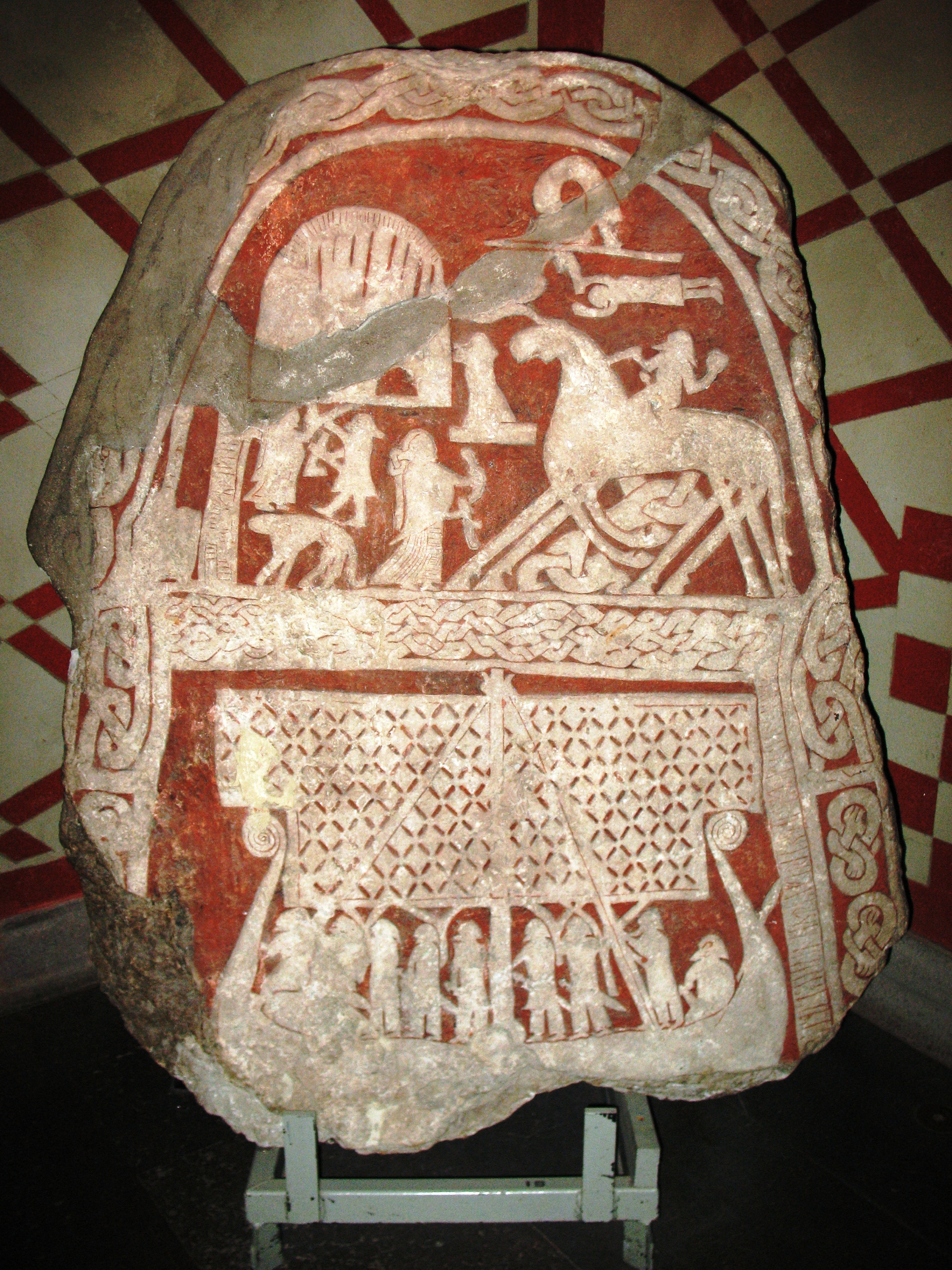
Kamień runiczny z Tjängvide

Kamień runiczny z Tjängvide (G 110) – datowany na VIII wiek kamień obrazkowy (bildsten), pochodzący z Tjängvide na Gotlandii.
Kamień został znaleziony w 1844 roku na farmie w Tjängvide, od 1869 roku znajduje się w zbiorach Muzeum historycznego w Sztokholmie. Wykonany z bloku wapiennego, ma 1,70 m wysokości i 1,20 m szerokości. Jego spodnia część jest zniszczona, pierwotnie głaz miał przypuszczalnie wysokość ok. 2,5 metra.
W górnej części kamienia przedstawiona została scena, w której walkiria wita rogiem z napojem podążającego do Walhalli poległego woja. Mężczyzna dosiada Sleipnira, ośmionogiego konia należącego do boga Odyna. Po lewej stronie tej sceny wyryto częściowo nieczytelną inskrypcję o treści:
fuorkhn... ...fuþr-...
której początek to pierwsze litery fuþarku. W dolnej części kamienia znajduje się natomiast wizerunek statku, w którym znajduje się grupa zbrojnych przewożąca zmarłego w zaświaty. Na prawo od statku znajduje się uszkodzona inskrypcja o treści:
... (r)aisti stain in aft iurulf bruþur sin ÷ sikuif(i)r(t)(u)(a)(n)k(i)sifil
co znaczy:
... wzniósł ten kamień dla Hjorulfa, swego brata.